# سجن ساربوسا
سجن ساربوسا (Sarposa prison)، هو سجن شديد الحراسة في قندهار، أفغانستان، يستخدم لاعتقال مسلحي حركة طالبان ومعتقلين آخرين من ضمنهم مهربي المخدرات. ووقع في السجن الكثير من حوادث الهروب، أولها في مايو 2008، وآخرها في في أبريل 2011.

## الهامش
1. ↑  اعتقالات بقندهار بعد فرار سجناء الجزيرة 25/5/1432 هـ - الموافق 28/4/2011 م نسخة محفوظة 01 مايو 2011 على موقع واي باك مشين. [وصلة مكسورة]